# هرنينغ
هرنينغ هي مدينة من مدن الدنمارك تقع في إقليم إقليم ميديولند. يبلغ عدد سكانها 47،765 نسمة وذلك حسب إحصائيات سنة 2014. يبلغ ارتفاع المدينة عن سطح البحر قرابة 58 متر. تبلغ مساحتها 1323.5 كم². تأسست هرنينغ في بداية القرن التاسع عشر خلال فترة الاستصلاح الصحي.

## توأمة
لهرنينغ اتفاقيات توأمة مع كل من:
- كيلسي
- كريسيوما

## أعلام
- بيارني ريس
- ليندا فيلومسن
- يسبر نودسبو
- جوهانس بيرك
- بريان فاندبورج
- فرانس نيلسن

## روابط خارجية
- بلدية هرنينغ